# Vennelakanti
Vennelakanti Rajeswara Prasad (Andhra Pradesh, 30 de noviembre de 1957-Chennai, 5 de enero de 2021) fue un letrista de cine indio, conocido por sus trabajos en Telugu Cinema. También fue conocido por sus trabajos como guionista de doblaje y por contribuir con letras para películas en tamil dobladas al idioma telugu.

## Biografía
Su hijo mayor Shashank Vennelakanti trabaja como guionista de diálogos para películas dobladas, mientras que su hijo menor Rakendu Mouli también comenzó su carrera como letrista y cantante de varias películas de doblaje. Su primera película dirigida fue Andala Rakshasi, en la que escribió dos canciones y prestó su voz para una. Debutó como actor principal en la película Moodu Mukkallo Cheppalante.
Fallecíó el 5 de enero de 2021 a consecuencia de un paro cardíaco .

## Filmografía
Letrista
- 1988 Murali Krishnudu
- 1991 Aditya 369
- 1993 uno por dos
- 1994 Gharana Alludu
- 1994 Theerpu
- 1995 Gharana Bullodu
- 1995 Penal
- 1996 Shri Krishnarjuna Vijayam
- 1999 Samarasimha Reddy
- 1999 Seenu
- 2001 Bhalevadivi Basu
- 2001 Cheppalani Vundhi
- 2002 Takkari Donga
- 2006 Pellaina Kothalo
- 2009 Mitrudu
- 2011 Vastadu Naa Raju
- 2011 Raaj
- 2020 pingüino

Dialoguista
- Panchathantiram (2002) (versión doblada de la película tamil del mismo nombre)[9]
- Magic Magic 3D (2003) (versión doblada de la película tamil del mismo nombre)[10]
- Prema Chadhurangam (2004) (versión doblada de la película tamil Chellame)[11]
- Monalisa (2004) (versión doblada de la película en kannada del mismo nombre)[12]
- Pothuraju (2004) (versión doblada de la película tamil Virumaandi)[13]
- Mumbai Xpress (2005) (versión doblada de la película tamil del mismo nombre)[14]
- Dasavathaaram (2008) (versión doblada de la película tamil del mismo nombre)[15]
- Saroja (2008) (versión doblada de la película tamil del mismo nombre)[16]
- Manmadha Baanam (2010) (versión doblada de la película tamil Manmadhan Ambu)[17]
- Prema Khaidi (2011) (versión doblada de la película tamil Mynaa)[18]